# ロザラム・ティタンズ
ロザラム・ティタンズ（英: Rotherham Titans）は、イングランドのサウス・ヨークシャー・ロザラムに本拠地を置くラグビーユニオンクラブである。スタジアムはシリフォン・レーン。ナショナルリーグ2ノース（4部）に所属。

## 歴史
1923年創設。
2003-04シーズン後に降格して以降は、プレミアシップから遠ざかっている。

## タイトル
- RFUチャンピオンシップ
  - 優勝 3回（1999-2000, 2001-02, 2002-03）

## 歴代所属選手
- ティヌス・デュプレッシー(ナミビア代表)
- トビー・ウィリアムズ(ドイツ代表)
- カイル・ギルモア(カナダ代表)
- コナー・キーズ(カナダ代表)
- フアン・パブロ・ソシーノ(アルゼンチン代表)
- ジョニー・マシューズ(イングランド代表)
- パオロ・オドグウ(イタリア代表)